# Joseph Fiennes
Joseph Alberic Twisleton-Wykeham-Fiennes (Salisbury, 27 de maio de 1970) é um ator britânico. Ele é mais conhecido por seus papéis de William Shakespeare no filme Shakespeare in Love, Robert Dudley em Elizabeth, como Comissário Danilov em Enemy at the Gates, como o monsenhor Timothy Howard em American Horror Story: Asylum, como Lutero no filme Luther como Comandante Fred Waterford na série The Handmaid's Tale e como Clavius no filme Ressurreição.

## Início da vida
Filho do fotógrafo Mark Fiennes e da romancista Jennifer Lash, é o mais novo de seis irmãos. Seus irmãos mais velhos são o ator Ralph Fiennes, as cineastas Sophie Fiennes e Martha Fiennes, o compositor Magnus Fiennes, conservacionista Jacob Fiennes, seu irmão gêmeo; e um irmão adotivo Mike Emery, um arqueólogo.
É primo em terceiro grau do explorador Ranulph Fiennes e em oitavo grau de Carlos III do Reino Unido.
Fiennes foi brevemente educado na Irlanda e depois na Swan School for Boys, em Salisbury, e mais tarde na Bishop Wordsworth's School, também em Salisbury. Quando terminou o ensino secundário, estudou Belas Artes na universidade durante um ano antes de participar no Young Vic Youth Theatre.</ref>.
Joseph concluiu em 1993 um curso de representação de três anos na Guildhall School of Music and Drama.

## Carreira

### Teatro e Cinema

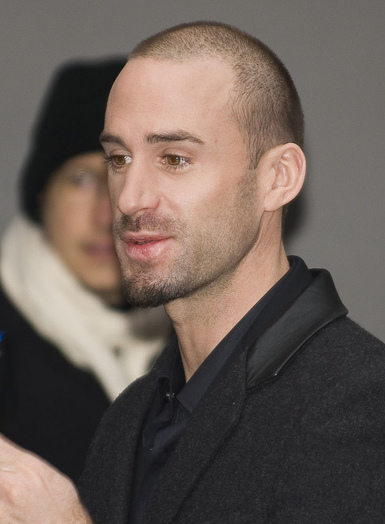
Fiennes em 2009.

Joseph Fiennes estreou-se no teatro com a peça The Woman in Black no West End de Londres. Pouco depois entrou na peça A Month in the Country, também no West End, onde contracenou com Helen Mirren. Depois juntou-se à companhia de teatro Royal Shakespeare Company durante duas temporadas.
O seu primeiro papel num filme surgiu em 1996 em Stealing Beauty, onde contracenou com Liv Tyler. Em 1998 participou em dois filmes que foram nomeados para o Óscar de Melhor Filme desse ano, Elizabeth, onde fez o papel de Robert Dudley e Shakespeare in Love que protagonizou no papel de William Shakespeare. A sua prestação valeu-lhe uma nomeação na categoria de Melhor Ator Principal nos prémios BAFTA.
Outros papéis de destaque na sua carreira incluem o de Commisar Danilov em Enemy at the Gates, onde contracenou com Jude Law; de Adam Tallis em Killing Me Softly; de Martinho Lutero em Luther; de Bassanio na versão para o cinema de O Mercador de Veneza, onde também participam Al Pacino e Jeremy Irons; de James Gregory, um supremacista branco  e guarda prisional cuja vida muda ao passar 20 anos na prisão com Nelson Mandela em Goodbye Bafana. Em 2014 participou no filme Hercules no papel de Euristeu.
Após seus papéis no cinema, Joseph regressou ao teatro em 2006 com a peça Unicorns, Almost. Fiennes era o único ator na peça que se baseava na vida do poeta Keith Douglas.

### Televisão
Joseph protagonizou a série de ficção científica da ABC, FlashForward, transmitida entre 24 de setembro de 2009 e 27 de maio de 2010. Participou na série de 10 episódios Camelot com o papel de Merlin.
Em 2012 participou na segunda temporada da série American Horror Story no papel de Monsenhor Timothy Howard.

## Vida pessoal
Joseph Fiennes casou-se com María Dolores Diéguez, uma modelo suíça numa cerimónia católica na Toscana em agosto de 2009. O casal tem duas filhas.
Em maio de 2014, Fiennes e outras celebridades, incluindo Tom Hiddleston, Benedict Cumberbatch e E. L. James, desenharam e assinaram postais que foram colocados à venda no eBay e cujas receitas reverteram a favor da instituição de caridade britânica Thomas Coram Foundation.

## Filmografia

### Filmes
| Ano  | Título                                  | Papel                     | Notas                                                            |
| ---- | --------------------------------------- | ------------------------- | ---------------------------------------------------------------- |
| 1995 | The Vacillations of Poppy Carew         | Willy                     | Baseado no romance de mesmo nome por Mary Wesley                 |
| 1996 | Stealing Beauty                         | Christopher               |                                                                  |
| 1998 | Martha, Meet Frank, Daniel and Laurence | Laurence                  |                                                                  |
| 1998 | Elizabeth                               | Robert Dudley             | Indicado ao Critics' Choice Movie Award                          |
| 1998 | Shakespeare in Love                     | William Shakespeare       | Vencedor de 7 prêmios                                            |
| 1998 | Animated Epics: Beowulf                 | Beowulf                   | Voz                                                              |
| 1999 | Forever Mine                            | Manuel Esquema/Alan Riply |                                                                  |
| 2000 | Rancid Aluminium                        | Sean Denny                | Baseado no romance de mesmo nome por James Hawes                 |
| 2001 | Enemy at the Gates                      | Comissário Danilov        |                                                                  |
| 2001 | Dust                                    | Elijah                    |                                                                  |
| 2002 | Leo                                     | Stephen                   |                                                                  |
| 2003 | Killing Me Softly                       | Adam Tallis               |                                                                  |
| 2003 | Sinbad: Legend of the Seven Seas        | Proteus                   | Voz                                                              |
| 2003 | Luther                                  | Martinho Lutero           |                                                                  |
| 2004 | The Merchant of Venice                  | Bassanio                  | Indicado ao Satellite Award de melhor ator coadjuvante no cinema |
| 2005 | The Great Raid                          | Major Gibson              |                                                                  |
| 2005 | Man to Man                              | Jamie Dodd                |                                                                  |
| 2006 | Running with Scissors                   | Neil Bookman              |                                                                  |
| 2006 | The Darwin Awards                       | Michael Burrows           | Baseado nos Prémios Darwin                                       |
| 2007 | Goodbye Banana                          | James Gregory             |                                                                  |
| 2008 | The Escapist                            | Lenny Drake               |                                                                  |
| 2008 | Der Rote Baron                          | Arthur Roy Brown          | Filme biográfico                                                 |
| 2008 | You Me and Captain Longbridge           | Narrador                  |                                                                  |
| 2008 | Spring 1941                             | Artur Planck              |                                                                  |
| 2009 | Against The Current                     | Paul Thompson             |                                                                  |
| 2010 | A Lost and Found Box of Human Sensation | Garoto                    | Voz                                                              |
| 2014 | The Games Maker                         | Morodian                  |                                                                  |
| 2014 | Hercules                                | Rei Euristeu              |                                                                  |
| 2015 | Strangerland                            | Matthew Parker            |                                                                  |
| 2015 | Psy                                     | Homem americano           |                                                                  |
| 2016 | Risen                                   | Clavius                   |                                                                  |
| 2016 | The Last Race                           | Eric Liddell              |                                                                  |

### Televisão
| Ano           | Título                        | Papel                     | Notas                    |
| ------------- | ----------------------------- | ------------------------- | ------------------------ |
| 2008          | Pretty/Handsome               | Bob Fitzpayne             | 1 episódio               |
| 2009 - 2010   | FlashForward                  | Mark Benford              | 22 episódios             |
| 2011          | Camelot                       | Merlin                    | 10 episódios             |
| 2012 - 2013   | American Horror Story: Asylum | Monsenhor Timothy Howard  | 10 episódios             |
| 2017          | Urban Myths                   | Michael Jackson           | Episódio não transmitido |
| 2017–presente | The Handmaid's Tale           | Comandante Fred Waterford | 36 episódios             |

## Prêmios e indicações
- Recebeu uma indicação ao BAFTA de melhor ator, por Shakespeare Apaixonado (1998).
- Recebeu uma indicação ao MTV Movie Awards de melhor revelação masculina, por Shakespeare Apaixonado (1998).
- Ganhou o MTV Movie Awards de melhor beijo, por Shakespeare Apaixonado (1998).[6]